# Trachysphyrus tucuman
Trachysphyrus tucuman är en stekelart som beskrevs av Porter 1967. Trachysphyrus tucuman ingår i släktet Trachysphyrus och familjen brokparasitsteklar. Inga underarter finns listade i Catalogue of Life.